# Wojciech Kraj (leśnik)
Wojciech Stefan Kraj – polski leśnik, doktor habilitowany nauk rolniczych, profesor na Uniwersytecie Rolniczym im. Hugona Kołłątaja w Krakowie, specjalista od fizjologii i biochemii roślin drzewiastych oraz fizjologii roślin.

## Kariera naukowa
W 1988 roku na Uniwersytecie Rolniczym im. Hugona Kołłątaja w Krakowie uzyskał tytuł magistra inżyniera w zakresie ogrodnictwa. W tym samym roku został zatrudniony na tejże uczelni, a w 1997 roku na jej Wydziale Leśnym uzyskał stopień doktora nauk rolniczych w zakresie leśnictwa na podstawie rozprawy pt. Określenie zróżnicowania genetycznego wybranych proweniencji świerka posp. (Picea abies /L./ Karst.) na podstawie polimorfizmu genomowego DNA, której promotorem był Adam Dolnicki. W 2017 roku uzyskał ten sam wydział nadał mu stopień doktora habilitowanego nauk rolniczych w dyscyplinie leśnictwa na podstawie pracy pt. Biochemiczne podstawy zróżnicowanego terminu indukcji i przebiegu starzenia liści fenologicznych form buka zwyczajnego (Fagus sylvatica L.).